# Eulophia flavopurpurea
Eulophia flavopurpurea är en orkidéart som först beskrevs av Heinrich Gustav Reichenbach, och fick sitt nu gällande namn av Robert Allen Rolfe. Eulophia flavopurpurea ingår i släktet Eulophia och familjen orkidéer. Inga underarter finns listade i Catalogue of Life.